# Погорелов Віктор Володимирович
Ві́ктор Володи́мирович Погоре́лов (нар. 1951) — міський голова Ужгорода.

## Біографія
Віктор Володимирович Погорелов народився 1951 року в місті Ужгороді. Батько — Володимир Семенович військовослужбовець старшина-зв'язківець; мати — Олена Маркіянівна, родом з Миколаївської області, приїхала сюди за направленням як банківський працівник.
Почав навчання в четвертій школі міста Ужгорода, а закінчив дев'яту.
1968 року вступав до Київського політехнічного інституту на спеціальність «Конструювання радіоапаратури», не пройшов конкурс.
Провчившись тримісячні курси при Ужгородському машинобудівному заводі, став слюсарем-ремонтником устаткування.
Після проходження служби в армії склав іспити на заочне відділення загальнотехнічного факультету зі спеціальності «Містобудування». Потім влаштувався інженером у міськжитлоуправлінні.
1977 року одружився. Народився син Андрій.
За службові зловживання був засуджений до таборів. Відбував покарання у Кривому Розі, по тому на Півночі — у Комі, Солікамський пересильний табір «Білий лебідь». За 6 років звільнений.
На Закарпатті трудову діяльність розпочав робітником, згодом став бригадиром, майстром.
1989 року В. В. Погорелов створив МП «Рельєф».
У 2002—2006 роки працював на посаді мера м. Ужгорода.
У 2007—2010 роках — на посаді начальника Головного управління економіки Закарпатської облдержадміністрації.
На місцевих виборах в Україні 31 жовтня 2010 року балотувався на посаду ужгородського міського голови від маловідомої локальної «Партії екологічного порятунку „ЕКО+25 %“», і за результатами виборів переміг, набравши 33 % голосів, про що оголосив на засіданні Ужгородської міської територіальної виборчої комісії її голова Віктор Боричевський 5 листопада 2010 року.
Заслужений економіст України (лютий 2010). Орден «За заслуги» III ступеня (жовтень 2003).
24 лютого 2014 року відправлений у відставку з посади міського голови м. Ужгорода.
25 листопада 2014 року рішенням Ужгородського міськрайонного суду процедуру відставки визнано неправомірною, поновлений на посаді міського голови.

## Виноски
1. ↑  В Ужгороді за результатами місцевих виборів мером міста став В.Погорєлов // інф. за 5 листопада 2010 року від ІА «РБК-Україна»
2. ↑  Указ Президента України від 8 лютого 2010 року № 128/2010 «Про відзначення державними нагородами України»
3. ↑  Указ Президента України від 6 жовтня 2003 року № 1159/2003 «Про відзначення державними нагородами України працівників підприємств, установ, організацій міста Ужгорода»
4. ↑  Мера Погорєлова відправили у відставку — Мукачево.net
5. ↑  В Ужгороді знову новий мер [Архівовано 10 грудня 2014 у Wayback Machine.] — 7днів.